# النا سانتارلی
اِلنا سانتارلی (ایتالیایی: Elena Santarelli؛ زادهٔ ۱۸ اوت ۱۹۸۱) مجری تلویزیون، مدل، نویسنده و بازیگر اهل ایتالیا است.

## زندگی‌نامۀ
سانتارلی، که در شهر لاتینا به دنیا آمد و برادرزاده فوتبالیست اوبالدو ریگتی است، فعالیت حرفه‌ای خود را به‌عنوان مدل روی صحنه آغاز کرد و با برندهایی مانند جورجو آرمانی، لائورا بیاجوتی و گای ماتیولو همکاری داشت.
او نخستین بار در تلویزیون به‌عنوان دستیار آمادئوس در مسابقه تلویزیونی «میراث» از شبکه رای ۱ ظاهر شد، سپس برنامهٔ ورزشی «ورزشگاه اسپرینت» را اجرا کرد و در سال ۲۰۰۵ در فصل سوم رئالیتی‌شوی «جزیرۀ سلبریتی‌ها» از شبکه رای ۲ شرکت کرد. وی در همان سال، در یک تقویم برای مجله مکس ظاهر شد.
سانتارلی بعدها مجری چندین برنامهٔ دیگر شد، ازجمله «Total Request Live» در ام‌تی‌وی و «کالیسپرا» در کانال ۵. او همچنین به‌عنوان بازیگر در سینما، سریال‌های تلویزیونی و تئاتر فعال است.
سانتارلی در ژوئن ۲۰۱۴ با برناردو کوررادی، بازیکن تیم ملی فوتبال ایتالیا، ازدواج کرد. او در سال ۲۰۱۹ با زندگی‌نامه‌ای به نام «یک مادر می‌داند» نخستین تجربهٔ نویسندگی‌اش را آغاز کرد که دو سال بعد با کتاب «یک مادر نمی‌داند» ادامه یافت.